# Nancy Spungen
Nancy Laura Spungen (Philadelphia, 27 februari 1958 – New York, 12 oktober 1978) was een Amerikaans misdaadslachtoffer dat een relatie had met Sid Vicious van de band The Sex Pistols.
Nancy kwam uit een Joods gezin. Haar vader was een zakenman en haar moeder werkte in een winkel waar ze gezond eten verkochten. Nancy had nog een jongere zus Susan (1959) en broer David (1961). 
Nancy was als kind hyperactief en probeerde toen al vaak zelfmoord te plegen. Ze werd op haar 11e van school gestuurd, vanwege haar gedrag en had als puber al last van depressie. Ook begon Nancy al vroeg aan drugs; op haar 15e was ze een heroïneverslaafde.
Nancy ging uit huis op haar 17e en werd een groupie van bands, waaronder Aerosmith. Even later verhuisde ze met een vriend naar Londen, waar ze de prostitutie in ging.
Ze ontmoette in Londen Sid Vicious, een lid van de band The Sex Pistols. Ze begonnen al snel een relatie en gingen bij elkaar wonen. In die periode begon Sid zich anders te gedragen, wat leidde tot het einde van The Sex Pistols.
Nancy en Sid verhuisden naar New York, waar Sid verder ging met zijn solocarrière. Er was veel geweld en drugsgebruik in hun huis. Het einde daarvan kwam toen Nancy op 12 oktober 1978 in haar buik werd gestoken met een mes in de badkamer van hun kamer in het Chelsea Hotel te New York. Ze bloedde dood.
Sid bekende dat hij het had gedaan, ook al beweerde hij dat hij door overmatig druggebruik zich van die bewuste avond niets meer kon herinneren, maar stierf na een overdosis nog voor de uitspraak van het proces.